# Dypsis makirae
Dypsis makirae är en enhjärtbladig växtart som beskrevs av Rakotoarin. och Britt. Dypsis makirae ingår i släktet Dypsis och familjen Arecaceae. IUCN kategoriserar arten globalt som sårbar.
Artens utbredningsområde är Madagaskar. Inga underarter finns listade i Catalogue of Life.